# 挽昆天博物馆
挽昆天博物馆（Bang Khun Thien Museum）位于泰国曼谷挽昆天区，是一个社区级博物馆，挽昆天区位于湄南河的吞武里河岸的南曼谷地区。本博物馆为本地区的多个世纪的历史和文化提供了一个视角，目前博物馆由曼谷市政当局管理。
本地区在贸易与耕作上有着悠久的历史，特别是大米。从缅甸伊诺瓦底盆地而来的孟族（Mons）人从16世纪起，就在此殖民。而中国移民自1810年以后也来此定居并成为农民。水果园、家禽场、养虾场在本地区越来越多。挽昆天博物馆关注于此类经济与生态遗产。